# 大竹七未
大竹 七未（おおたけ なみ、1974年7月30日 - ）は、東京都町田市出身の元女子サッカー選手で、現在はサッカー指導者・解説者である。旧名・大竹 奈美（読みは同じ）。選手時代のポジションはフォワード。元読売ベレーザ所属で、三浦淳寛（旧名・淳宏）の妻・大竹夕魅（旧名・由美）は、双子の妹。株式会社Sorriso所属。血液型O型。

## 来歴
8歳のころ、サッカーを始める。1989年4月、14歳で妹・由美とともに読売日本サッカークラブ・ベレーザ（現在の日テレ・東京ヴェルディベレーザ）に入団し、フォワードとして試合に出場した。
全日本選手権4連覇、日本女子リーグ3連覇などフォワードとして、数々のタイトル獲得に貢献した。L・リーグ通算100得点第1号を記録する。また日本代表としてもオリンピック、ワールドカップ予選など国際Aマッチに通算46試合出場し、29得点という成績を残した。1995 FIFA女子ワールドカップスウェーデン大会ではベスト8入り、1996年アトランタオリンピックに出場し、1999 FIFA女子ワールドカップアメリカ大会では日本代表で唯一のゴールを挙げる。
2001年7月に現役を引退した。L・リーグでは通算157試合に出場し104得点を記録した。
その後アルテ高崎女子チームのコーチとして指導現場にかかわりながら、解説者として活動した。またフットサルではPREDATOR URAYASU FUTSAL CLUB（現在のバルドラール浦安）の女子チーム、"Las Bonitas"の選手として登録した。
芸能人女子フットサルチーム「FANTASISTA」の監督も務め、2006年の「すかいらーくグループリーグ in お台場冒険王“真夏の女王”決定戦」ではチームを優勝に導いた。2009年3月31日をもって一時休部したため退任した。
2009年7月に、名を「七未」に改めた。
2011年に東京国際大学に女子サッカー部が新設されたことにともない、2010年7月1日付で同部の監督に就任した。
2012年4月25日、当時J2･松本山雅FC所属の弦巻健人との婚約を発表した。弦巻の誕生日である6月29日に結婚し、2013年1月、東京都内で挙式予定と自身のオフィシャルブログで報告し、テレビ番組出演中にコメントした。2015年5月11日、第1子妊娠を公表し、10月18日に男児を出産した。そして5年後の2020年夏に離婚していた事を報告した。

## 人物
解説者として
なでしこが2011年女子W杯で優勝した時には出演依頼が殺到し、60番組以上に出演し、講演依頼がそれまで1ケ月に1件くらいだったのが30件以上に増えた。ただし、アドリブが苦手との評判もある。
不倫罵倒事件
J2松本にいるため別居生活中の夫の弦巻が、2012年に共通の知人を介してFacebook上で知り合った女性と電話のやりとりをしていたことに大竹が激怒し、9月9日夜10時から翌朝6時まで計100回は女性宅の電話を鳴らし続け、翌日に女性が連絡をとると「人の家を崩壊させたくせに、なんで黙ってるんだ」などと一方的にまくし立てた。この騒動で弦巻は体調を崩し9月14日と9月17日の試合を欠場した。大竹は週刊ポストの取材に「私は嘘や曲がったことが大嫌い。何度電話をかけても出ないから百回電話をかけた。恋愛感情がないならさっさと電話に出ればいいのに彼女はまったく誠意がない」などと主張した。

## リーグ成績
| 国内大会個人成績 | 国内大会個人成績                   | 国内大会個人成績 | 国内大会個人成績 | 国内大会個人成績 | 国内大会個人成績 | 国内大会個人成績 | 国内大会個人成績 | 国内大会個人成績 | 国内大会個人成績 | 国内大会個人成績 | 国内大会個人成績 |
| 年度             | クラブ                             | 背番号           | リーグ           | リーグ戦         | リーグ戦         | リーグ杯         | リーグ杯         | オープン杯       | オープン杯       | 期間通算         | 期間通算         |
| 年度             | クラブ                             | 背番号           | リーグ           | 出場             | 得点             | 出場             | 得点             | 出場             | 得点             | 出場             | 得点             |
| 日本             | 日本                               | 日本             | 日本             | リーグ戦         | リーグ戦         | リーグ杯         | リーグ杯         | 皇后杯           | 皇后杯           | 期間通算         | 期間通算         |
| ---------------- | ---------------------------------- | ---------------- | ---------------- | ---------------- | ---------------- | ---------------- | ---------------- | ---------------- | ---------------- | ---------------- | ---------------- |
| 1989             | 読売サッカークラブ女子・ベレーザ   | 7                | JLSL             | 10               | 5                | -                | -                |                  |                  |                  |                  |
| 1990             | 読売サッカークラブ女子・ベレーザ   | 12               | JLSL             | 2                | 0                | -                | -                |                  |                  |                  |                  |
| 1991             | 読売サッカークラブ女子・ベレーザ   | 12               | JLSL             | 13               | 16               | -                | -                |                  |                  |                  |                  |
| 1992             | 読売日本サッカークラブ女子ベレーザ | 11               | JLSL             | 15               | 9                | -                | -                |                  |                  |                  |                  |
| 1993             | 読売日本サッカークラブ女子ベレーザ | 11               | JLSL             | 12               | 6                | -                | -                |                  |                  |                  |                  |
| 1994             | 読売西友ベレーザ                   | 11               | L・リーグ        | 18               | 7                | -                | -                |                  |                  |                  |                  |
| 1995             | 読売西友ベレーザ                   | 11               | L・リーグ        | 16               | 6                | -                | -                |                  |                  |                  |                  |
| 1996             | 読売西友ベレーザ                   | 11               | L・リーグ        | 18               | 13               |                  |                  |                  |                  |                  |                  |
| 1997             | 読売西友ベレーザ                   | 11               | L・リーグ        | 15               | 11               |                  |                  |                  |                  |                  |                  |
| 1998             | 読売ベレーザ                       | 11               | L・リーグ        | 17               | 10               |                  |                  |                  |                  |                  |                  |
| 1999             | NTVベレーザ                        | 11               | L・リーグ        | 17               | 3                |                  |                  |                  |                  |                  |                  |
| 2000             | 日テレ・ベレーザ                   | 11               | L・リーグ        | 6                | 0                | -                | -                |                  |                  |                  |                  |
| 2001             | 日テレ・ベレーザ                   | 11               | L・リーグ        | 1                | 4                | -                | -                |                  |                  |                  |                  |
| 通算             | 日本                               | 日本             | 1部              | 160              | 90               |                  |                  |                  |                  |                  |                  |
| 総通算           | 総通算                             | 総通算           | 総通算           | 160              | 90               |                  |                  |                  |                  |                  |                  |

## タイトル

### クラブ
- 読売サッカークラブ女子・ベレーザ / 読売日本サッカークラブ女子ベレーザ / 読売西友ベレーザ / 読売ベレーザ / NTVベレーザ / 日テレ・ベレーザ
  - 日本女子サッカーリーグ: 5回 (1990年、1991年、1992年、1993年、2000年)
  - 全日本女子サッカー選手権大会: 4回 (1989年、1994年、1998年、2000年)
  - L・リーグカップ: 2回 (1996年、1999年)

### 個人
- 日本女子サッカーリーグ ヤングプレーヤー賞(新人賞): 1回 (1989年)
- 日本女子サッカーリーグ ベストイレブン: 1回 (1997年)

## 代表歴
- 1994年8月20日 - 日本女子代表初出場 -  スロバキア戦 (スロバキア国際女子大会)
- 1994年8月20日 - 日本女子代表初得点 -  スロバキア戦 (スロバキア国際女子大会)

### 主な出場歴
- 1994年 : 第12回アジア競技大会(広島) 準優勝
- 1995年 : 第2回FIFA女子世界選手権スウェーデン大会 ベスト8
- 1995年 : 第10回アジア女子選手権マレーシア大会 準優勝
- 1996年 : アトランタオリンピック 出場
- 1997年 : 第11回アジア女子選手権中国大会 3位
- 1998年 : 第13回アジア競技大会(タイ王国・バンコク) 3位
- 1999年 : 第3回FIFA女子世界選手権アメリカ大会 出場
- 1999年 : 第12回アジア女子選手権フィリピン大会 4位

### 試合数
| 日本代表 | 国際Aマッチ | 国際Aマッチ |
| 年       | 出場        | 得点        |
| -------- | ----------- | ----------- |
| 1994     | 6           | 3           |
| 1995     | 8           | 4           |
| 1996     | 7           | 0           |
| 1997     | 6           | 6           |
| 1998     | 9           | 5           |
| 1999     | 10          | 11          |
| 通算     | 46          | 29          |

- 出典: なでしこジャパン（日本女子代表）試合別出場記録[22]

### 出場
| #  | 開催日         | 開催地                   | 会場                               | 相手                   | 結果        | 監督   | 大会               |
| -- | -------------- | ------------------------ | ---------------------------------- | ---------------------- | ----------- | ------ | ------------------ |
| 1  | 1994年08月20日 | ドブニッツア             |                                    | スロバキア             | ○2-0        | 鈴木保 | スロバキア国際大会 |
| 2  | 1994年09月27日 | 東京都                   | 国立霞ヶ丘競技場陸上競技場         | オーストラリア         | △2-2        | 鈴木保 | 国際親善試合       |
| 3  | 1994年10月04日 | 広島県                   | 福山市竹ヶ端運動公園陸上競技場     | 韓国                   | ○5-0        | 鈴木保 | アジア大会         |
| 4  | 1994年10月06日 | 広島県                   | 福山市竹ヶ端運動公園陸上競技場     | チャイニーズタイペイ   | ○3-0        | 鈴木保 | アジア大会         |
| 5  | 1994年10月10日 | 広島県                   | 福山市竹ヶ端運動公園陸上競技場     | 中国                   | △1-1        | 鈴木保 | アジア大会         |
| 6  | 1994年10月12日 | 広島県                   | 福山市竹ヶ端運動公園陸上競技場     | 中国                   | ●0-2        | 鈴木保 | アジア大会         |
| 7  | 1995年05月05日 | 東京都                   | 国立西が丘サッカー場               | カナダ                 | ○1-0(延長V) | 鈴木保 | ICE BOX CUP        |
| 8  | 1995年06月07日 | カールスタード           |                                    | ブラジル               | ○2-1        | 鈴木保 | 世界選手権         |
| 9  | 1995年06月09日 | ベルテルオース           |                                    | スウェーデン           | ●0-2        | 鈴木保 | 世界選手権         |
| 10 | 1995年06月13日 | イエブレ                 |                                    | アメリカ合衆国         | ●0-4        | 鈴木保 | 世界選手権         |
| 11 | 1995年09月25日 | コタ・キナバル           |                                    | インド                 | ○6-0        | 鈴木保 | アジア選手権       |
| 12 | 1995年09月27日 | コタ・キナバル           |                                    | ウズベキスタン         | ○17-0       | 鈴木保 | アジア選手権       |
| 13 | 1995年09月30日 | コタ・キナバル           |                                    | チャイニーズタイペイ   | ○3-0        | 鈴木保 | アジア選手権       |
| 14 | 1995年10月02日 | コタ・キナバル           |                                    | 中国                   | ●0-2        | 鈴木保 | アジア選手権       |
| 15 | 1996年05月11日 | サーレム                 |                                    | 中国                   | ●0-3        | 鈴木保 | US女子カップ       |
| 16 | 1996年05月16日 | ホットボロー             |                                    | アメリカ合衆国         | ●0-4        | 鈴木保 | US女子カップ       |
| 17 | 1996年05月26日 | 東京都                   | 国立霞ヶ丘競技場陸上競技場         | デンマーク             | △1-1        | 鈴木保 | 国際親善試合       |
| 18 | 1996年05月29日 | 福岡県                   | 東平尾公園博多の森球技場           | デンマーク             | ●3-4        | 鈴木保 | 国際親善試合       |
| 19 | 1996年07月10日 | フォート・ローダーデール |                                    | オーストラリア         | △2-2        | 鈴木保 | 国際親善試合       |
| 20 | 1996年07月15日 | フォート・ローダーデール |                                    | スウェーデン           | ●1-3        | 鈴木保 | 国際親善試合       |
| 21 | 1996年07月23日 | バーミンガム             |                                    | ブラジル               | ●0-2        | 鈴木保 | オリンピック       |
| 22 | 1997年06月08日 | 東京都                   | 国立霞ヶ丘競技場陸上競技場         | 中国                   | ○1-0        | 宮内聡 | キリンカップ       |
| 23 | 1997年06月15日 | 大阪府                   | 長居陸上競技場                     | 中国                   | △0-0        | 宮内聡 | キリンカップ       |
| 24 | 1997年12月05日 | 番禺                     |                                    | グアム                 | ○21-0       | 宮内聡 | アジア選手権       |
| 25 | 1997年12月07日 | 番禺                     |                                    | インド                 | ○1-0        | 宮内聡 | アジア選手権       |
| 26 | 1997年12月12日 | 広州                     |                                    | 朝鮮民主主義人民共和国 | ●0-1        | 宮内聡 | アジア選手権       |
| 27 | 1997年12月14日 | 広州                     |                                    | チャイニーズタイペイ   | ○2-0        | 宮内聡 | アジア選手権       |
| 28 | 1998年05月17日 | 東京都                   | 国立霞ヶ丘競技場陸上競技場         | アメリカ合衆国         | ●1-2        | 宮内聡 | キリンカップ       |
| 29 | 1998年05月21日 | 兵庫県                   | 神戸総合運動公園ユニバー記念競技場 | アメリカ合衆国         | ●0-2        | 宮内聡 | キリンカップ       |
| 30 | 1998年05月24日 | 神奈川県                 | 横浜国際総合競技場                 | アメリカ合衆国         | ●0-3        | 宮内聡 | キリンカップ       |
| 31 | 1998年10月24日 | ソウル                   |                                    | 韓国                   | △1-1        | 宮内聡 | 国際親善試合       |
| 32 | 1998年12月08日 | バンコク                 |                                    | タイ                   | ○6-0        | 宮内聡 | アジア大会         |
| 33 | 1998年12月10日 | バンコク                 |                                    | 朝鮮民主主義人民共和国 | ●2-3        | 宮内聡 | アジア大会         |
| 34 | 1998年12月12日 | バンコク                 |                                    | ベトナム               | ○8-0        | 宮内聡 | アジア大会         |
| 35 | 1998年12月15日 | バンコク                 |                                    | 中国                   | ●0-3        | 宮内聡 | アジア大会         |
| 36 | 1998年12月17日 | バンコク                 |                                    | チャイニーズタイペイ   | ○2-1        | 宮内聡 | アジア大会         |
| 37 | 1999年03月24日 | サンカンタン             |                                    | フランス               | ○1-0        | 宮内聡 | 国際親善試合       |
| 38 | 1999年04月29日 | シャーロット             |                                    | アメリカ合衆国         | ●0-9        | 宮内聡 | 国際親善試合       |
| 39 | 1999年05月02日 | カールストン             |                                    | アメリカ合衆国         | ●0-7        | 宮内聡 | 国際親善試合       |
| 40 | 1999年06月03日 | 東京都                   | 国立霞ヶ丘競技場陸上競技場         | 韓国                   | ○3-2        | 宮内聡 | キリンカップ       |
| 41 | 1999年06月19日 | サンノゼ                 |                                    | カナダ                 | △1-1        | 宮内聡 | 世界選手権         |
| 42 | 1999年06月23日 | ポートランド             |                                    | ロシア                 | ●0-5        | 宮内聡 | 世界選手権         |
| 43 | 1999年06月26日 | シカゴ                   |                                    | ノルウェー             | ●0-4        | 宮内聡 | 世界選手権         |
| 44 | 1999年11月08日 | イロイロ                 |                                    | タイ                   | ○9-0        | 鈴木保 | アジア選手権       |
| 45 | 1999年11月10日 | イロイロ                 |                                    | ウズベキスタン         | ○5-1        | 鈴木保 | アジア選手権       |
| 46 | 1999年11月21日 | バコロド                 |                                    | 朝鮮民主主義人民共和国 | ●2-3        | 鈴木保 | アジア選手権       |

### ゴール
| #  | 開催年月日     | 開催地         | 対戦国                 | 勝敗   | 試合概要                         |
| -- | -------------- | -------------- | ---------------------- | ------ | -------------------------------- |
| 1  | 1994年8月20日  | ドブニッツア   | スロバキア             | ○ 2-0  | スロバキア国際女子大会           |
| 2  | 1994年10月4日  | 広島県         | 韓国                   | ○ 5-0  | 1994年アジア競技大会             |
| 3  | 1994年10月10日 | 広島県         | 中国                   | △ 1-1  | 1994年アジア競技大会             |
| 4  | 1995年5月5日   | 東京都         | カナダ                 | ○ 1-0  | ICE BOX CUP 女子サッカー国際試合 |
| 5  | 1995年9月25日  | コタ・キナバル | インド                 | ○ 6-0  | 1995 AFC女子選手権               |
| 6  | 1995年9月27日  | コタ・キナバル | ウズベキスタン         | ○ 17-0 | 1995 AFC女子選手権               |
| 7  | 1995年9月27日  | コタ・キナバル | ウズベキスタン         | ○ 17-0 | 1995 AFC女子選手権               |
| 8  | 1997年12月5日  | 番禺           | グアム                 | ○ 21-0 | 1997 AFC女子選手権               |
| 9  | 1997年12月5日  | 番禺           | グアム                 | ○ 21-0 | 1997 AFC女子選手権               |
| 10 | 1997年12月5日  | 番禺           | グアム                 | ○ 21-0 | 1997 AFC女子選手権               |
| 11 | 1997年12月5日  | 番禺           | グアム                 | ○ 21-0 | 1997 AFC女子選手権               |
| 12 | 1997年12月5日  | 番禺           | グアム                 | ○ 21-0 | 1997 AFC女子選手権               |
| 13 | 1997年12月5日  | 番禺           | グアム                 | ○ 21-0 | 1997 AFC女子選手権               |
| 14 | 1998年5月17日  | 東京都         | アメリカ合衆国         | ● 1-2  | キリンカップサッカー             |
| 15 | 1998年10月24日 | ソウル         | 韓国                   | △ 1-1  | 強化試合                         |
| 16 | 1998年12月8日  | バンコク       | タイ                   | ○ 6-0  | 1998年アジア競技大会             |
| 17 | 1998年12月10日 | バンコク       | 朝鮮民主主義人民共和国 | ● 2-3  | 1998年アジア競技大会             |
| 18 | 1998年12月17日 | バンコク       | チャイニーズタイペイ   | ○ 2-1  | 1998年アジア競技大会             |
| 19 | 1999年6月3日   | 東京都         | 韓国                   | ○ 3-2  | キリンカップサッカー             |
| 20 | 1999年6月19日  | サンノゼ       | カナダ                 | △ 1-1  | 1999 FIFA女子ワールドカップ      |
| 21 | 1999年11月8日  | イロイロ       | タイ                   | ○ 9-0  | 1999 AFC女子選手権               |
| 22 | 1999年11月8日  | イロイロ       | タイ                   | ○ 9-0  | 1999 AFC女子選手権               |
| 23 | 1999年11月8日  | イロイロ       | タイ                   | ○ 9-0  | 1999 AFC女子選手権               |
| 24 | 1999年11月8日  | イロイロ       | タイ                   | ○ 9-0  | 1999 AFC女子選手権               |
| 25 | 1999年11月10日 | イロイロ       | ウズベキスタン         | ○ 5-1  | 1999 AFC女子選手権               |
| 26 | 1999年11月10日 | イロイロ       | ウズベキスタン         | ○ 5-1  | 1999 AFC女子選手権               |
| 27 | 1999年11月10日 | イロイロ       | ウズベキスタン         | ○ 5-1  | 1999 AFC女子選手権               |
| 28 | 1999年11月21日 | バコロド       | 朝鮮民主主義人民共和国 | ● 2-3  | 1999 AFC女子選手権               |
| 29 | 1999年11月21日 | バコロド       | 朝鮮民主主義人民共和国 | ● 2-3  | 1999 AFC女子選手権               |

- 出典: なでしこジャパン（日本女子代表）試合別出場記録[22]

## 指導歴
- 2010年 - 2013年 東京国際大学 監督
- 2014年 - 2017年 東京国際大学 総監督
- 2022年4月 - 現在 INAC神戸スクールコーチ

## 出演番組
- Jリーグナイト プレビューショー（スカパー!）司会
- Jリーグ東京ヴェルディホームゲーム中継リポーター (スカパー!)